# Валтер II Шенк фон Лимпург
Валтер II Шенк фон Лимпург (на немски: Walter I Schenk von Limpurg; * пр. 1251; † ок. 1283) е шенк на замък Лимпург (1249 – 1283) до Швебиш Хал в Баден-Вюртемберг.

## Произход
Той е син на Валтер I Шенк фон Шюпф-Лимпург († 1249) и съпругата му Агнес вер. Хелфенщайн († 1287, погребана в Лихтенщерн). Внук е на Валтер II Шенк фон Шюпф († сл. 1218) и Ирментруд фон Боланден († сл. 1256). Брат е на Конрад I фон Шюпф Шенк фон Лимпург († 1286/24 юни 1287).
Баща му е в свитата на крал Хайнрих VII и съветник на Конрад IV. Преди 1230 г. баща му построява замък Лимпург при Швебиш Хал и започва да се нарича фон Лимпург.
Валтер II Шенк фон Лимпург е погребан на 25 декември 1283 г. в манастир Лихтенщерн.

## Фамилия
Валтер II Шенк фон Лимпург се жени за Елизабет фон Варберг († сл. 24 юни 1287), дъщеря на Улрих фон Варберг. Те имат седем деца:
- Фридрих I Шенк фон Лимпург († 1320), наследствен имперски шенк на Лимпург, женен за Мехтилд фон Дилсберг-Дюрн († 1292), дъщеря на граф Бопо II фон Дюрн-Дилсберг († 1290) и Агнес фон Хоенлое-Романя († сл. 1314). Баща на:
  - Фридрих II Шенк фон Лимпург († 22 февруари 1333), женен за Мехтилд фон Рехберг († сл. 12 април 1336), дъщеря на фогт Албрехт I фон Рехберг († 1324/1326) и Аделхайд фон Кирхберг († сл. 1305)
- Валтер фон Лимпург († сл. 1292), в орден хоспиталиери
- Улрих фон Лимпург († сл. 1307)
- дъщеря фон Лимпург († сл. 1274/пр. 20 май 1300), омъжена пр. 1274 г. за Улрих II фон Рехберг († сл. ноември 1326), син на Улрих фон Рехберг-Бетринген († 1274) и Аделхайд
- Елизабет фон Лимпург, омъжена за Хайнрих Кюхенмайстер фон Норденберг († сл. 1330)
- Юта фон Лимпург († 1307)
- Енгелхард Шенк фон Лимпург († сл. 1299)